# Team Kärnten

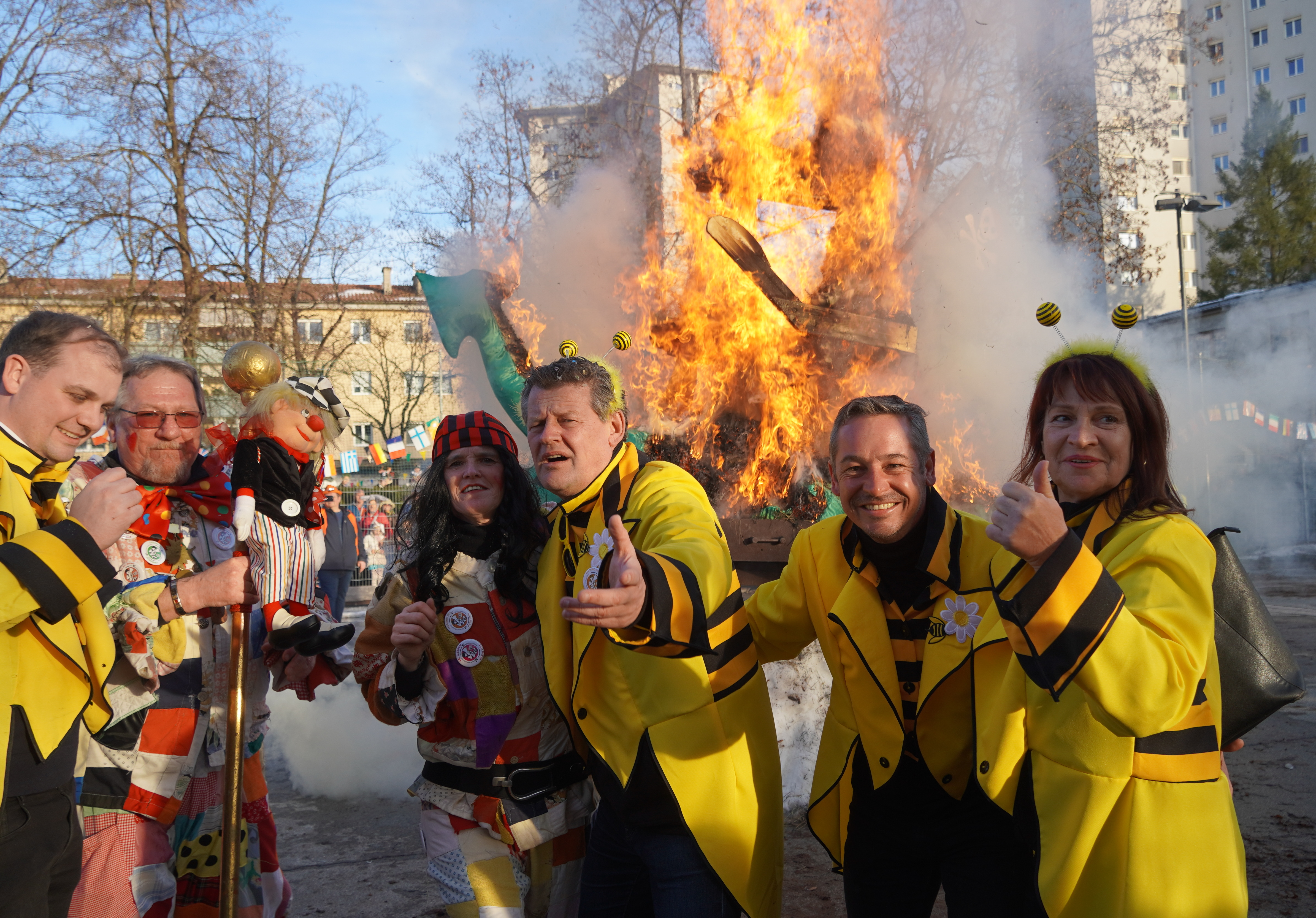
Team Kärnten mit Bürgermeister Christian Scheider beim Faschingsumzug in Klagenfurt, Waidmannsdorf (2023)

Das Team Kärnten (TK; vormals Team Stronach Kärnten) ist eine politische Partei im österreichischen Bundesland Kärnten. Sie ging aus der Kärntner Landesorganisation des mittlerweile nicht mehr existierenden Team Stronach hervor. Medial wird ihr eine populistische Ausrichtung attestiert. Bei der Landtagswahl in Kärnten 2023 errang das Team Kärnten mit 10,08 % der Stimmen 5 Sitze im Kärntner Landtag.

## Geschichte
Bei der Landtagswahl in Kärnten 2013 erzielte die Partei 11,18 % der abgegebenen Stimmen und zog mit vier Mandaten in den Kärntner Landtag ein. Damit war das Team Stronach Kärnten zusammen mit dem Team Stronach Niederösterreich, das bei der ebenfalls am 20. März 2013 stattfindenden Landtagswahl in Niederösterreich 9,84 % der abgegebenen Stimmen erzielte, nicht nur eine der beiden ersten Landesorganisationen des Team Stronach, die bei Wahlen antraten, sondern auch eine der beiden ersten Landesorganisationen der Partei, die in einen österreichischen Landtag gewählt wurden.
Nachdem Frank Stronach am 2. Oktober 2013 Gerhard Köfer als Kärntner Landesparteiobmann sowie den gesamten Landesparteivorstand abgesetzt und den Landtagsabgeordneten Siegfried Schalli zum neuen Landesparteiobmann ernannt hatte, kam es zu innerparteilichen Spannungen. Der Konflikt um den Einfluss Frank Stronachs auf die Landesorganisation, ausgetragen zwischen Köfer, Schalli und deren jeweiligen Anhängern, konnte schließlich nach mehreren Krisensitzungen bereinigt werden. Am 14. Oktober 2013 wurde Andrea Krainer zur interimistischen Landesparteiobfrau gewählt.
Ende Oktober 2013 trat Schalli überraschend aus der Partei aus und wechselte zur FPÖ. Das Team Stronach Kärnten verlor damit seinen Klubstatus im Landtag und war nur noch eine Interessengemeinschaft. Martin Rutter wurde Ende September 2017 von Parteiobmann Gerhard Köfer aus der Partei ausgeschlossen. Als Isabella Theuermann im Dezember 2017 zur FPÖ wechselte, verblieb nur Hartmut Prasch im Landtag und die Liste verlor ihren Status als Interessensgemeinschaft.
Im Dezember 2013 wurde Gerhard Klocker zum neuen interimistischen Landesparteiobmann gewählt. Im April 2014 wurde Klocker schließlich Landesparteiobmann.
Seit Oktober 2016 trat die Partei, nach der Rückzahlung eines Darlehens an Frank Stronach, unter dem Namen „Freies Team Kärnten – Liste Gerhard Köfer“ auf. Aus rechtlichen Gründen führte die Partei bis Ende der Legislaturperiode jedoch weiterhin den Namensbestandteil Stronach. Im November erfolgte eine Statutenänderung, die die Partei vom Team Stronach löste. Landesparteiobmann der nun selbstständigen Partei wurde Gerhard Köfer. Zur Landtagswahl 2018 trat die Partei als Team Kärnten an und erreichte 5,7 % Die Partei war somit mit drei Abgeordneten im Landtag vertreten.
Bei der Gemeinderatswahl 2021 trat das Team Kärnten in sieben Gemeinden an, in vier davon stellte es auch Kandidaten für das Bürgermeisteramt. Besondere Bedeutung kam dem Antritt in der Bezirkshauptstadt Spittal an der Drau, der Landeshauptstadt Klagenfurt und der Gemeinde Keutschach am See zu, wo mit dem Parteivorsitzenden Köfer und den aus der FPÖ ausgetretenen Christian Scheider und Gerhard Oleschko drei vormalige Bürgermeister erneut für das Amt des Stadt- bzw. Gemeindeoberhauptes kandidierten. Die Bürgermeisterkandidaten konnten sich in allen vier Gemeinden (zusätzlich zu den genannten noch Sankt Georgen im Lavanttal) durchsetzen.
Bei der Landtagswahl in Kärnten 2023 erzielte das Team Kärnten 10,08 % der Stimmen und zog mit fünf Abgeordneten in den Kärntner Landtag ein.
2024 kaufte die Partei um 1,5 Mio. Euro in Seeboden, Mirnockweg 9 eine 360-m²-Villa mit Pool, Blick auf den Millstätter See und 20.000 m² Grund als Parteizentrale. Finanziert wurde der Kauf nur mit Angespartem aus 10 Jahre Parteiförderung. Renoviert wurde mit tausenden Stunden Eigenleistung der Mandatare. Das Haus soll für Schulungen, Veranstaltungen aber auch für Ferienaufenthalte für benachteiligte Kinder genutzt werden. Anfang 2025 wurde die Trennung des Team Kärnten von der Klagenfurter Stadtpartei bekanntgegeben.